# Helmut Fottner
Helmut Fottner (* 24. Dezember 1927 in München; † 1. September 2009) war ein deutscher Fußballspieler, der von 1945 bis 1960 in Deutschland, im Saarland, in der Schweiz und in den Niederlanden fußballerisch aktiv war und zwei Länderspiele für die Saarländische Nationalmannschaft bestritt.

## Karriere

### Vereine
Fottner gehörte in der Saison 1945/46 dem FC Bayern München an und kam für ihn in der Oberliga Süd, eine von zunächst drei, später auf fünf erweiterten Oberligen, als einheitlich höchste deutsche Spielklasse, zum Einsatz. Sein Pflichtspieldebüt für die Bayern gab er am 27. Januar 1946 (13. Spieltag) bei der 0:2-Niederlage im Auswärtsspiel gegen die Stuttgarter Kickers. Seinen zweiten und letzten Einsatz hatte er am 10. März 1946 (17. Spieltag) bei der 0:3-Niederlage im Auswärtsspiel gegen die Fußballabteilung des TSV Schwaben Augsburg.
Zur Saison 1947/48 wechselte er zum Ligakonkurrenten TSV 1860 München, für den er unter den Trainern Max Schäfer (bis 1951) und Josef Molzer (1951/52) fünf Spielzeiten absolvierte und in 101 Punktspielen 41 Tore erzielte. Am Ende seiner Premierensaison belegte der mit den Löwen den zweiten Platz in der Süddeutschen Meisterschaft, der zur Teilnahme an der Endrunde um die deutsche Meisterschaft berechtigte. Das einzige Endrundenspiel, das er bestritt, war die am 18. Juli 1948 in Worms mit 1:5 gegen den 1. FC Kaiserslautern erlittene Niederlage im Viertelfinale. Als die „Löwen“ in der Saison 1950/51 den sechsten Rang erreichten, erzielte der Angriff mit den Spielern Ludwig Zausinger, Kurt Mondschein, Otto Thanner, Max Link, Fottner und Kurt Lauxmann mit 97 Toren die meisten Treffer in der Oberliga Süd. Fottner war mit 18 Toren der interne Torschützenkönig.
Von 1952 bis 1954 war er in der Oberliga Südwest für den SV Saar 05 Saarbrücken aktiv. Der trickreiche, schnelle und wendige Halblinke verpasste in zwei Runden bei Saar 05 lediglich ein Oberligaspiel. Insgesamt wird er mit 59 Ligaspielen und 17 Toren geführt. Im zweiten Jahr belegte er gemeinsam mit Mitspielern wie Torhüter Horst Borcherding und den zwei Sturmkollegen Fritz Altmeyer und Horst Lebefromm den vierten Rang in der Oberliga Südwest. Zur Saison 1954/55 wechselte er in die Schweiz zum Erstligisten FC Zürich und diesen am Saisonende 1955/56 wieder zu verlassen. Nach Deutschland zurückgekehrt, bestritt er die Spielzeit 1956/57 für Rot-Weiss Essen in der Oberliga West. Bei der Mannschaft vom Stadion an der Hafenstraße kam er lediglich unter Trainer Elek Schwartz in sieben Ligaspielen (1 Tor) zum Einsatz. Die Rot-Weißen belegten den achten Rang.
Von 1957 bis 1959 war er in den Niederlanden aktiv, spielte zunächst für den Erstligisten Sportclub Enschede, mit dem er im Meisterschafts-Playoff gegen den punktgleichen DOS Utrecht durch die 0:1-Niederlage nur knapp die Meisterschaft verfehlte. Danach spielte er eine Saison für den Zweitligisten Groninger VAV und eine (abermals in die Schweiz gewechselt) für den Zweitligisten FC Bern.

### Nationalmannschaft
Für die Saarländische Nationalmannschaft bestritt Fottner zwei Länderspiele. Sein Debüt gab er am 8. November 1953 in Saarbrücken beim torlosen Unentschieden im Qualifikationsspiel für die Weltmeisterschaft 1954 gegen die Auswahl Norwegens. Sein zweites Länderspiel – für Gerhard Siedl eingewechselt – bestritt er ebenfalls in Saarbrücken, das am 5. Juni 1954 im Testspiel gegen die Auswahl Uruguays mit 1:7 verloren wurde, gleichbedeutend mit der höchsten Niederlage der Saarländischen Nationalmannschaft.